# 신념의조인
신념의조인(信念의鳥人!, 라틴어: Per Fidem Volo)은 한국전쟁 당시 대한민국 공군 소속으로 참전한 딘 헤스 소령이 조종했던 P-51 머스탱 전투기로, 신념의 조인이라는 엠블럼은 딘 헤스 소령이 제2차 세계 대전부터 자신의 전투기에 이름 붙인 라틴어 문구 Per Fidem Volo(By Faith I Fly)를 한국어로 번역한 것이라고 그의 회고록에서 밝히고 있다. 신념의조인이 소속되어 있던 바우트 원이 대구에 도착한 1950년 7월 2일부터 신념의조인이 영등포로 도착한 1951년 4월까지 한국전쟁에서 활동했으며, 바우트 원은 1952년 1월까지 100회 이상의 임무를 수행하였다.
한국전쟁이 발발했을 당시 대한민국의 공군은 이렇다 할 전쟁 준비가 되어있지 않았고, 이에 미공군은 10대의 P-51 머스탱 전투기를 대한민국에 급히 공수하여 대한민국 공군 소속으로 조선인민군 공군의 공격을 방어하도록 하였다.
딘 헤스는 오하이오주 매리에타에서 태어나 목사가 되기 위해 매리에타 대학을 졸업한 뒤 목사로 클리블랜드의 교회에서 활동하던 중:364, 제2차 세계대전 당시 노르망디 작전을 포함하여 프랑스 전역에서 63회의 임무를 수행하였다.
신념의조인은 대한민국의 완구회사인 아카데미 과학을 통해 프라모델로 출시되기도 하였다. 